# Чернухинский сельсовет (Арзамасский район)
Чернухинский сельсовет — сельское поселение в Арзамасском районе Нижегородской области.
Административный центр — село Чернуха.

## Население
| 2002  | 2010  | 2012  | 2013  | 2014  | 2015  | 2016  |
| ----- | ----- | ----- | ----- | ----- | ----- | ----- |
| 5703  | ↘5306 | ↘5195 | ↘5136 | ↘5050 | ↘4984 | ↘4907 |
| 2017  | 2018  | 2019  | 2020  | 2021  |       |       |
| ↘4871 | ↘4802 | ↘4674 | ↘4570 | ↘3906 |       |       |

## Состав сельского поселения
В состав сельского поселения входят 9 населённых пунктов:
| № | Населённый пункт | Тип населённого пункта       | Население |
| - | ---------------- | ---------------------------- | --------- |
| 1 | Красная Поляна   | деревня                      | ↘9        |
| 2 | Меньщиково       | деревня                      | ↘32       |
| 3 | Наумовка         | село                         | ↘651      |
| 4 | Пошатово         | посёлок                      | ↘607      |
| 5 | Пустынь          | село                         | ↘569      |
| 6 | Старая Пустынь   | посёлок                      | ↘35       |
| 7 | Судеб            | деревня                      | ↘28       |
| 8 | Черемас          | посёлок                      | ↘11       |
| 9 | Чернуха          | село, административный центр | ↘3364     |